# Sminthea eurygaster
Sminthea eurygaster es un hidrozoo de la familia Rhopalonematidae. Son de pequeño tamaño, con el tamaño de la umbrela de unos 6 mm. También poseen 8 estatocistos. Habitan aguas profundas en el golfo de México y otros océanos.